# بوب فيتزر
بوب فيتزر (بالإنجليزية: Bob Fetzer)‏ هو مدير فني أمريكي، ولد في 9 سبتمبر 1887 في مقاطعة كاباروس في الولايات المتحدة، وتوفي في 19 مايو 1968 في تشابل هيل في الولايات المتحدة.

## وصلات خارجية
- بوب فيتزر على موقع قاعة كارولاينا الشمالية للمشاهير الرياضية (الإنجليزية)